# Sayur Matinggi (Sayur Matinggi)
Sayur Matinggi is een bestuurslaag in het regentschap Tapanuli Selatan van de provincie Noord-Sumatra, Indonesië. Sayur Matinggi telt 4329 inwoners (volkstelling 2010).